# Carl Sweezy
Carl Sweezy (né en 1881 et mort le 28 mai 1953 à Lawton dans l'Oklahoma) est un peintre nord-amérindien de la tribu des Arapahos. Il est principalement connu pour ses représentations des cérémonies, des danses et des costumes traditionnels arapahos.